# Samtgemeinde Werlte
In der Samtgemeinde Werlte aus dem niedersächsischen Landkreis Emsland haben sich fünf Kommunen zur Erledigung ihrer Verwaltungsgeschäfte zusammengeschlossen.
Die Samtgemeinde, die sich auf 200,11 km² Fläche erstreckt, hat 16.989 Einwohner.

## Geographie

### Geographische Lage
Die Samtgemeinde Werlte liegt im Emsland östlich der waldigen Geesthügel des Hümmling, die östlich der Ems bzw. nördlich der Hase unweit nordöstlich von Meppen liegt.

### Nachbargemeinden
Die Samtgemeinde grenzt im Norden an die Samtgemeinde Nordhümmling, im Osten an die Stadt Friesoythe, die Gemeinden Molbergen und Lindern im Landkreis Cloppenburg, im Süden an die Samtgemeinde Herzlake und im Westen an die Samtgemeinde Sögel.

### Gliederung
(Einwohner am 31. Dezember 2023)
|  | 1. Gemeinde Lahn (910) 2. Gemeinde Lorup (3292) 3. Gemeinde Rastdorf (1096) 4. Gemeinde Vrees (1933) 5. Stadt Werlte (10.337) |

## Politik
Der Verwaltungssitz der Samtgemeinde ist in der Stadt Werlte.

### Samtgemeindebürgermeister
Hauptamtlicher Samtgemeindebürgermeister der Samtgemeinde Werlte ist Ludger Kewe (CDU). Bei der letzten Bürgermeisterwahl am 25. Mai 2014 wurde er ohne Gegenkandidaten mit 85,9 % der Stimmen gewählt. Die Wahlbeteiligung lag bei 43,0 %. Kewe trat sein Amt am 1. November 2014 an und löste den bisherigen Amtsinhaber Werner Gerdes (CDU) ab, der nicht mehr kandidiert hatte.

### Samtgemeinderat
Der Rat der Samtgemeinde Werlte besteht aus 30 Ratsfrauen und Ratsherren. Dies ist die festgelegte Anzahl für eine Gemeinde mit einer Einwohnerzahl zwischen 12.001 und 15.000 Einwohnern. Die Ratsmitglieder werden durch eine Kommunalwahl für jeweils fünf Jahre gewählt. Neben den 30 in der Samtgemeindewahl gewählten Mitgliedern ist außerdem der hauptamtliche Samtgemeindebürgermeister im Rat sitz- und stimmberechtigt. Die aktuelle Amtszeit begann am 1. November 2021 und endet am 31. Oktober 2026.
| Partei                                                                                      | 2021 | 2016 |
| ------------------------------------------------------------------------------------------- | ---- | ---- |
| CDU                                                                                         | 20   | 22   |
| SPD                                                                                         | .4   | .4   |
| FDP                                                                                         | .2   | –    |
| Grüne                                                                                       | .2   | .1   |
| UWG                                                                                         | .1   | .1   |
| Linke                                                                                       | .1   | –    |
| Einzel                                                                                      | .0   | .1   |
| AfD                                                                                         | –    | .1   |
| ______________________ UWG: Unabh. Wählergemeinschaft SG Werlte Einzelbewerber 2016: Rieken |      |      |

### Vertreter im Land- und Bundestag
Die Samtgemeinde ist Teil des Landtagswahlkreis Papenburg. Er umfasst neben der Stadt Papenburg auch die Gemeinden Rhede (Ems) und die Samtgemeinden Dörpen, Lathen, Nordhümmling, Sögel und Werlte. Direkt gewählter Abgeordneter ist seit der Landtagswahl in Niedersachsen 2022 Hartmut Moorkamp (CDU). Der Wahlkreis trug die Wahlkreisnummer 82.
Werlte gehört zum Bundestagswahlkreis Unterems (Wahlkreis 25), der aus dem Landkreis Leer und dem nördlichen Teil des Landkreises Emsland besteht. Der Wahlkreis wurde zur Bundestagswahl 1980 neu zugeschnitten und ist seitdem unverändert. Bislang setzten sich in diesem Wahlkreis als Direktkandidaten ausschließlich Vertreter der CDU durch. Bei der Bundestagswahl 2021 wurde die CDU-Abgeordneten Gitta Connemann aus Leer direkt wiedergewählt. Über Listenplätze der Parteien zogen Anja Troff-Schaffarzyk (SPD) und Julian Pahlke (Grüne) aus dem Wahlkreis in den Bundestag ein.

### Wappen
Das Wappen der Samtgemeinde Werlte beschreibt ein fünfspeichiges Zahnrad, umgeben von vier goldenen Ähren auf rotem Grund.
Das Zahnrad mit seinen fünf Speichen wurde dem Gemeindewappen von Werlte entnommen, während die vier Ähren die übrigen Gemeinden der Samtgemeinde darstellen.
Die Farbkombination rot-gold finden sich auch hier, die Farben des alten Klosters Corvey.